# Room for One More
Room for One More is een Amerikaanse filmkomedie uit 1952 onder regie van Norman Taurog. Destijds werd de film in Nederland uitgebracht onder de titel Er kan nog meer bij.

## Verhaal
George en Anna Rose hebben een gezin met drie kinderen. Wanneer Anna een bezoek brengt aan een weeshuis, besluit ze ondanks bezwaren van haar man het 13-jarige weesmeisje Jane Miller te adopteren. Later neemt ze ook de 12-jarige weesjongen Jimmy John Wilson onder haar hoede.

## Rolverdeling
| Acteur             | Personage         |
| ------------------ | ----------------- |
| Cary Grant         | George Rose       |
| Betsy Drake        | Anna Perrott Rose |
| Lurene Tuttle      | Juffrouw Kenyon   |
| Randy Stuart       | Gladys Foreman    |
| John Ridgely       | Harry Foreman     |
| Irving Bacon       | Michael J. Kane   |
| Mary Treen         | Grace Roberts     |
| Iris Mann          | Jane Miller       |
| George Winslow     | Teenie            |
| Clifford Tatum jr. | Jimmy John Wilson |
| Gay Gordon         | Trot              |
| Malcolm Cassell    | Tim               |
| Larry Olsen        | Benji Roberts     |